# Demetertempel
Demetertempel sind der griechischen Göttin Demeter gewidmete Tempel.
Bekannte Demetertempel sind bzw. waren:
- Demetertempel (Agrigent), Sizilien
- Demeterheiligtum (Anthele), Anthele
- Demeterheiligtum (Eleusis)
- Demetertempel in Milet
- Demeterheiligtum (Patras)
- Demeterheiligtum (Pergamon), Kleinasien
- Demetertempel in Sangri, Naxos, siehe Tempel von Sangri